# Idaea obscura
Idaea obscura är en fjärilsart som beskrevs av Rudolf Pinker 1960. Idaea obscura ingår i släktet Idaea och familjen mätare. Inga underarter finns listade i Catalogue of Life.